# Gebhard Müller

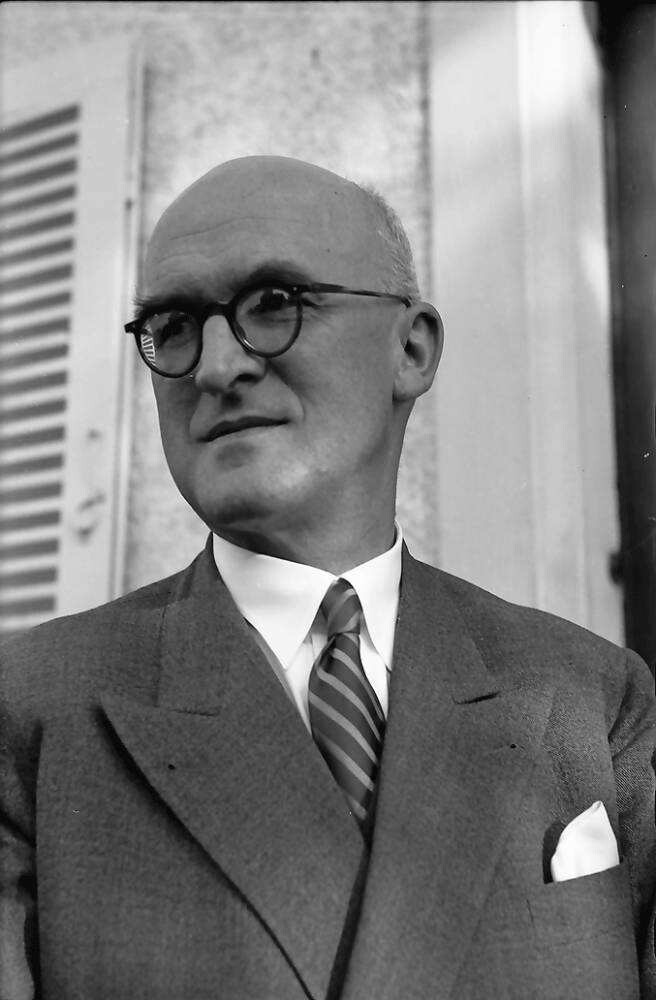
Gebhard Müller, 1953

Gebhard Müller (* 17. April 1900 in Füramoos, Oberamt Waldsee; † 7. August 1990 in Stuttgart) war ein deutscher Politiker der CDU, Staatspräsident von Württemberg-Hohenzollern, Ministerpräsident von Baden-Württemberg und anschließend als Jurist von 1959 bis 1971 Präsident des Bundesverfassungsgerichts.

## Jugendzeit und Ausbildung

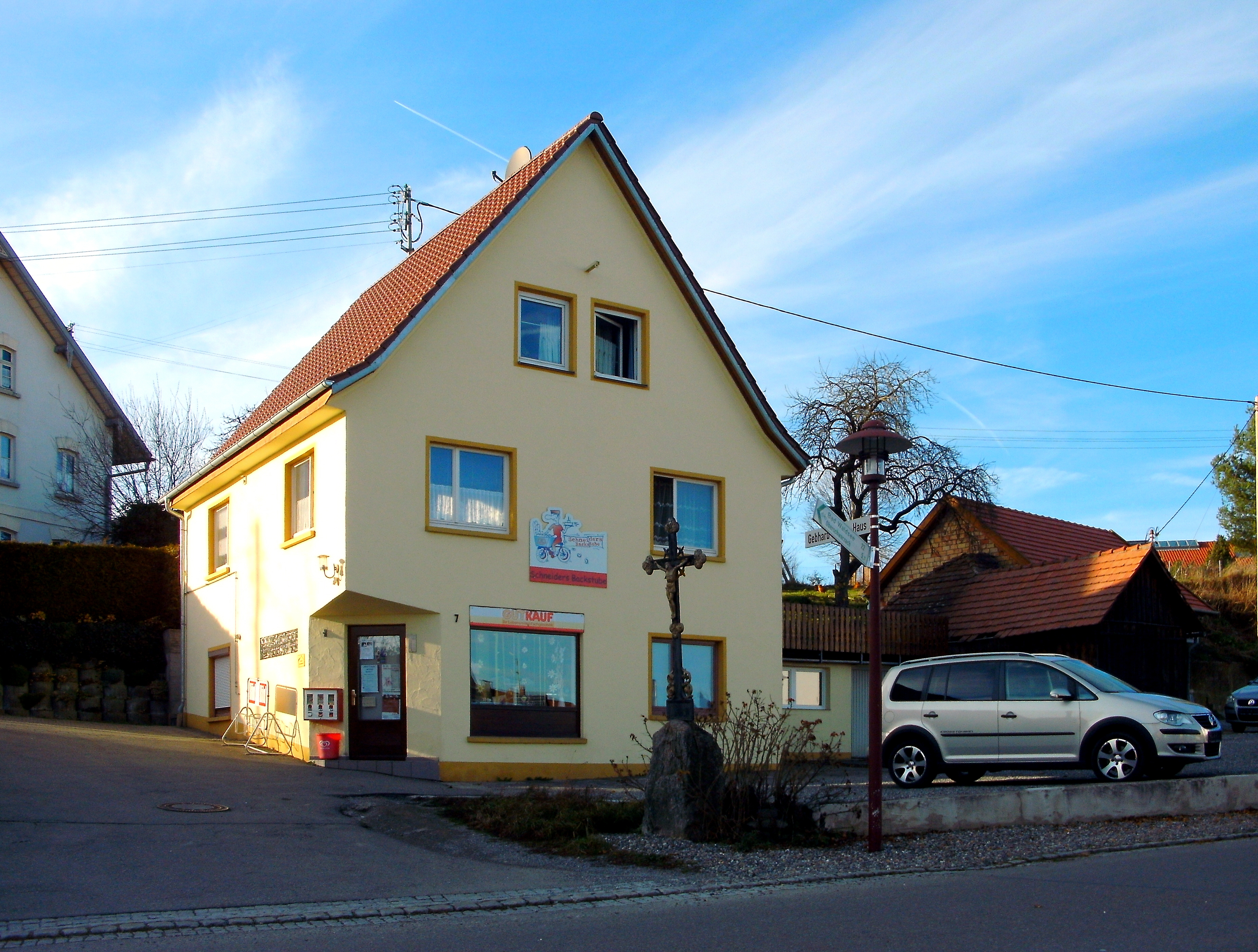
Geburtshaus Müllers in Füramoos

Gebhard Müller wurde als fünftes Kind des oberschwäbischen Volksschullehrers Johannes Müller (1865–1945) und seiner Frau Josefa geb. Müller (1871–1958), geboren und wuchs zunächst an seinem Geburtsort Füramoos, ab 1906 am neuen Wirkungsort des Vaters in Ludwigsburg auf. Er besuchte die katholische Volksschule in Ludwigsburg und später das humanistische Gymnasium in Rottweil.
Im letzten Jahr des Ersten Weltkriegs wurde er zum Militär einberufen und war in der Ludwigsburger Feuerseekaserne bei der 3. Ersatzbatterie des Feldartillerieregiments 29 stationiert, ohne ins Feld ausrücken zu müssen.
Ab 1919 studierte Müller zuerst katholische Theologie, Geschichte und Philosophie an der Eberhard-Karls-Universität in Tübingen, wechselte allerdings zu Rechtswissenschaft und Staatswissenschaft. Nach der Ersten Juristischen Staatsprüfung in Tübingen (1926) folgten drei Jahre später die Zweite Staatsprüfung sowie die Promotion zum Dr. iur. in Tübingen; Thema seiner Dissertation vom 13. Dezember 1929 war: Die strafrechtliche Bekämpfung des Wuchers in der Geschichte, im geltenden Recht und in den Entwürfen zu einem Allgemeinen Deutschen Strafgesetzbuch.
In Tübingen wurde er Mitglied der Theologengesellschaft Guelfia sowie der katholischen Studentenverbindung KStV Alamannia, in Berlin, wo er 1923 studierte, bei der Verbindung KStV Askania im KV. Später wurde er noch Ehrenphilister der Verbindungen des KV Ripuaria-Heidelberg und Laetitia Karlsruhe.
Sein Referendariat absolvierte Müller beim Amtsgericht Ludwigsburg, beim Landgericht und bei der Staatsanwaltschaft Stuttgart, beim Oberamt Ludwigsburg und in einer Rechtsanwaltskanzlei. Nach seiner Promotion war er ab Juni 1929 zunächst stellvertretender Amtsrichter in Stuttgart und Tübingen, bevor er zum 1. September 1930 im Rahmen einer Beurlaubung auf Zeit vom Staatsdienst als Steuerreferent in die Verwaltung der Diözese Rottenburg wechselte. Bis 1933 gehörte er wie bereits sein Vater der Zentrumspartei an und war deren Orts- und Bezirksvorsitzender in Rottenburg am Neckar.

## Zeit des Nationalsozialismus
Im Frühjahr 1933 entschied er sich nach dem Ende seiner Beurlaubung für die Rückkehr in den Staatsdienst und war stellvertretender Amtsrichter in Göppingen und beim Amtsgericht Waiblingen. Ab 1934 war er Amtsgerichtsrat am Amtsgericht Göppingen. Er gehörte dem Bund Nationalsozialistischer Deutscher Juristen (BNSDJ) und der Nationalsozialistischen Volkswohlfahrt (NSV) an und war Förderndes Mitglied der SS. Trotz seiner staatlichen Ämter während der NS-Zeit und seiner Zugehörigkeit zu NS-Organisationen wurde er nie Parteimitglied und es wird ihm strenge Rechtlichkeit bescheinigt. Er stimmte bei der Volksabstimmung über den Anschluss Österreichs mit Nein und schlug anschließende Nachforschungen der Gestapo nieder. Müller behauptete, 1938 als Landgerichtsrat an das Landgericht Stuttgart strafversetzt worden zu sein, weil er bei der Reichspogromnacht 1938 Anzeige gegen einen Landrat und weitere Einsatzleiter, die den Einsatz der Feuerwehr gegen den Brand der Göppinger Synagoge ablehnten, erstattet habe.
Kurz vor Beginn des Zweiten Weltkriegs wurde Gebhard Müller zur Wehrmacht eingezogen und nahm als Schreiber am Frankreichfeldzug teil. Nach seiner Rückkehr heiratete er Marianne Lutz, mit der er drei Söhne hatte. 1944 wurde er nochmals zur Wehrmacht eingezogen, wo er als Unteroffizier der Flak-Ersatz-Abteilung 45 in Rottweil stationiert und im Frühjahr 1945 in der Nähe von Berlin im Einsatz war. Im Mai 1945 geriet er nahe der bayerisch-österreichischen Grenze in Kriegsgefangenschaft, kam aber nach wenigen Tagen aufgrund seiner Bekanntschaft mit dem hingerichteten württembergischen Staatspräsidenten und Widerstandskämpfer Eugen Bolz wieder frei.

## Staatspräsident, Ministerpräsident, Bundesverfassungsgericht
Von den Besatzungsmächten wurde er als Oberstaatsanwalt und schließlich als Ministerialdirektor des Justizministeriums eingesetzt. 1947 wurde er in Biberach an der Riß zum Landesvorsitzenden der CDU Württemberg-Hohenzollern gewählt, kurz darauf als Vertreter des Wahlkreises Tübingen zum Mitglied des Landtages, dem er bis 1952 angehörte.
Am 13. August 1948 wurde er als Nachfolger des verstorbenen Lorenz Bock zum Staatspräsidenten des Landes Württemberg-Hohenzollern gewählt. Dieses Amt übte er bis zur Gründung Baden-Württembergs 1952 aus. Im Demontagestreit mit den Franzosen, der von April 1948 bis April 1949 dauerte, machte sich Gebhard Müller einen Namen. Er lehnte während seiner Amtszeit die Begnadigung des 28-jährigen Mörders Richard Schuh ab, dessen Hinrichtung am 18. Februar 1949 in der Justizvollzugsanstalt Tübingen die letzte durch ein westdeutsches Gericht angeordnete Hinrichtung war. (In West-Berlin, das ein selbständiges Rechtssystem hatte, folgte die Vollstreckung des Todesurteils gegen Berthold Wehmeyer drei Monate später.)
In den Auseinandersetzungen vor Gründung des neuen Bundeslands Baden-Württemberg, zunächst Südweststaat genannt, war Müller gemeinsam mit dem Ministerpräsidenten von Württemberg-Baden Reinhold Maier (FDP/DVP) und dem Bundestagsabgeordneten Kurt Georg Kiesinger ein entschiedener Vorkämpfer für das neue Land.
Am 23. Mai 1949 unterzeichnete Gebhard Müller in Bonn als Staatspräsident des Landes Württemberg-Hohenzollern mit anderen die Urschrift des Grundgesetzes für die Bundesrepublik Deutschland.
Am 25. April 1952 wurde jedoch nicht Gebhard Müller als Vorsitzender der stärksten Landtagsfraktion Ministerpräsident des neuen Bundeslandes, sondern Reinhold Maier, der eine Koalition aus SPD, FDP/DVP und der Flüchtlingspartei BHE gegen die CDU geschmiedet hatte. Die offizielle Begründung lautete, die CDU sei nicht geschlossen für den Südweststaat eingetreten.
Nach dem Wahlsieg der CDU bei der Bundestagswahl 1953, bei der Müller in den Bundestag gewählt wurde, wurde er am 30. September 1953 zum Ministerpräsidenten von Baden-Württemberg gewählt und legte deshalb bereits am 11. November 1953 sein frisch erlangtes Bundestagsmandat nieder. Er stand bis 1958 einer übergroßen Koalition aus CDU, SPD, FDP/DVP und BHE vor. Bei der Wahl 1956 fiel die KPD – wenige Monate vor ihrem Parteiverbot – als einzige Oppositionspartei aus dem Landtag, so dass Müller nun eine Allparteienkoalition führte.

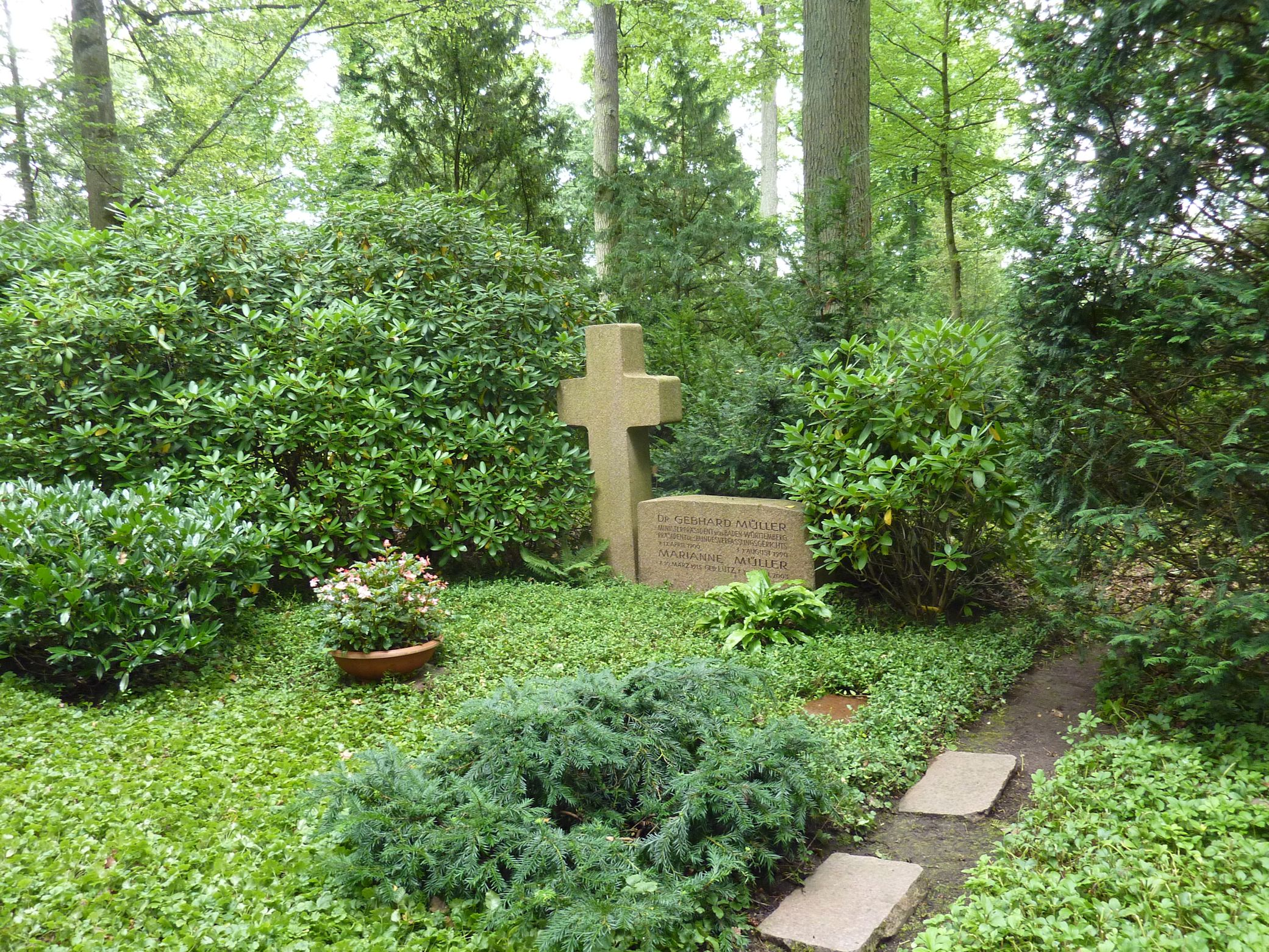
Gebhard Müllers Grab

In seine Amtszeit als Ministerpräsident fiel die Aussetzung des Verfahrens gegen den einzigen wegen der Durchführung der Euthanasiemaßnahmen der Nationalsozialisten zu lebenslanger Strafe verurteilten Medizinalbeamten Ludwig Sprauer. In einem Schreiben an das Justizministerium vom 23. Juli 1954 schreibt Müller: „Der noch nicht verbüßte Teil der umgewandelten Gefängnisstrafe bleibt weiterhin gemäß der Verfügung der Staatsanwaltschaft Freiburg vom 24. Februar / 14. April 1951 ausgesetzt.“ Müller bewilligte Sprauer außerdem eine monatliche Unterhaltszahlung von 450 DM. Auch dem zu lebenslänglich und zusätzlich zehn Jahren Zuchthaus verurteilten, aber bereits Anfang 1951 aus der Haft entlassenen Psychiater Arthur Schreck bewilligte er ab 1954 einen monatlichen Unterhalt von 450 DM.
Am 9. Dezember 1958 trat Gebhard Müller als Ministerpräsident zurück, nachdem er am 13. November vom Bundestag zum Richter im Ersten Senat und am 14. November vom Bundesrat zum Präsidenten des Bundesverfassungsgerichts berufen worden war. Dieses Amt trat er am 8. Januar 1959 an, 1971 ging er in den Ruhestand. Bereits am 1. Januar 1959 hatte er sein Landtagsmandat niedergelegt, das er seit 1952 für den Wahlkreis Tübingen innehatte. Sein Nachfolger im Abgeordnetenmandat wurde Jakob Krauss. Als Ministerpräsident folgte ihm Kurt Georg Kiesinger nach.
1990 starb Gebhard Müller im Alter von 90 Jahren und wurde auf dem Waldfriedhof Stuttgart beerdigt.

## Ehrungen und Auszeichnungen
Gebhard Müller war Mitglied der katholischen Studentenverbindung KStV Alamannia im KV, sowie Ehrenmitglied der katholischen Studentenverbindungen AV Guestfalia Tübingen und AV Cheruskia Tübingen, beide im CV.
- 1950 – Ehrensenator der Eberhard-Karls-Universität Tübingen
- 1952 – Großkreuz der Bundesrepublik Deutschland
- 1953 – Ehrenbürger der Gemeinde Füramoos, heute Gemeinde Eberhardzell
- 1954 – Ehrenzeichen 1. Kl. des Deutschen Roten Kreuzes
- 1956 – Ehrenbürger von Friedrichshafen
- 1956 – Ehrendoktor der Philosophie der Albert-Ludwigs-Universität Freiburg
- 1965 – Verfassungsmedaille in Gold des Landes Baden-Württemberg
- 1970 – Großkreuz des Ordens San Carlo von Kolumbien
- 1970 – Große Verdienstmedaille der Stadt Karlsruhe
- 1971 – Ehrung durch den Hebelbund Lörrach mit dem „Hebeldank“
- 1972 – Großoffizier der Französischen Ehrenlegion
- 1972 – Großkreuz des Verdienstordens der Italienischen Republik
- 1972 – Großkreuz des Piusordens
- 1972 – Honorarprofessor für Staats- und Verfassungsrecht an der Universität Tübingen (1972)
- 1975 – Ehrenbürger der Stadt Stuttgart
- 1975 – Verdienstmedaille des Landes Baden-Württemberg[4]
- 1976 – Martinusmedaille der Diözese Rottenburg
- 1978 – Ehrenbürger von Tübingen
- 1978 – Ehrendoktor der katholisch-theologischen Fakultät der Universität Tübingen
- 1979 – Heimatmedaille des Landes Baden-Württemberg

Die kaufmännische Schule in Biberach an der Riß hat seit 1984 den Namen Gebhard-Müller-Schule.
In seinem Geburtsort Eberhardzell gibt es die Gebhard-Müller-Schule. 2006 wurde die Gebhard-Müller-Straße in Karlsruhe nach ihm benannt.
In Stuttgart trägt eine nicht begehbare Kreuzung den Namen Gebhard-Müller-Platz. Sie liegt im Zentrum der Stadt zwischen Schillerstraße–Wagenburgtunnel einerseits und der B 14.